# Веретенникова, Серафима Петровна
Серафима Петровна Веретенникова (14 августа 1919 — 1 мая 1975) — передовик советского сельского хозяйства, птичница колхоза «Путь к коммунизму» Глазовского района Удмуртской АССР, Герой Социалистического Труда (1966).

## Биография
Родилась в 1919 году в деревне Сыга, ныне Глазовский район Удмуртии. Удмуртка.
В 1936 году окончила обучение в школе продавцов и была направлена на работу в село Карсовай Белезинского района Удмуртской АССР.
В конце 1941 года она переехала жить и работать в деревню Порпиево Глазовского района Удмуртской АССР. В этом населённом пункте и прошла вся её трудовая жизнь. Сначала была трудоустроена дояркой в колхозе "Путь к коммунизму", с 1951 по 1959 годы заведовала молочнотоварной фермой.
В 1959 году перешла на работу птичницей. Работала до 1974 года.
По итогам 1966 года в колхозе получено в среднем по 172 штуки яиц от каждой несушки, было реализовано государству 317 тысяч штук яиц при годовом плане 150 тысяч яиц.
Указом Президиума Верховного Совета СССР от 22 марта 1966 года за достигнутые успехи в развитии птицеводства Серафиме Петровне Веретенниковой было присвоено звание Героя Социалистического Труда с вручением ордена Ленина и медали «Серп и Молот».
Продолжала работать птичницей. В 1974 году вышла на заслуженный отдых.
Жила в селе Порпиево. Умерла 1 мая 1975 года.

## Награды
За трудовые и боевые заслуги была удостоена:
- золотая звезда «Серп и Молот» (22.03.1966)
- орден Ленина (22.03.1966)
- другие медали.